# Стивен Юнивёрс
Стивен Кварц Юниверс (Steven Quartz Universe) — главный герой мультсериала «Вселенная Стивена» и его эпилога «Вселенная Стивена Будущее», созданного Ребеккой Шугар. Стивен — гибрид обычного человека и «самоцвета», вымышленной расы инопланетных существ, которые существуют в виде магических драгоценных камней, излучающих лучи света. Озвученный Заком Каллисоном, он дебютировал в пилотном эпизоде сериала и дебютировал в основном сериале в первом эпизоде «Gem Glow».
Действие сериала, как правило, разворачивается с точки зрения Стивена: зрители всегда следят за Стивеном и узнают о сюжете и предыстории так же, как и он. Таким образом, единственные сцены без участия персонажа — это те, которые он видит как видения, которые рассказываются ему как истории, или когда он слит и видит глазами слияния.

## Создание
Стивен был создан Ребеккой Шугар, а его внешность и имя были основаны на имени брата Ребекки Шугар — Стивена Шугара, художника-постановщика шоу. Во время разработки пилотного эпизода Ребекка Шугар побеседовала с создателем «Хеллбоя» Майком Миньолой, в ходе которого он подчеркнул важность повторяющихся образов для создания мотивов. Это вдохновило Стивена на создание культовой футболки со звездой.

## Персонаж
Стивен, которому на момент начала сериала было всего 12 лет, был самым молодым членом Кристальных самоцветов. Он — первый и единственный известный гибрид самоцвета и человека, результат союза первоначального лидера Кристальных самоцветов Розы Кварц и Грега Юниверса, человека-музыканта и владельца автомойки. Роза «отказалась от своей физической формы», чтобы создать Стивена, оставив после себя только свой розовый драгоценный камень с пятиугольной гранью, который теперь вделан в его пупок. В результате некоторые самоцветы считают Стивена и Розу одним и тем же существом; главная сюжетная линия Стивена связана с его борьбой со сложным наследием матери и с тем, должен ли он взять на себя ответственность за её выбор.
С помощью этого драгоценного камня Стивен развивает самые разнообразные магические способности. Он способен вызывать щит своей матери; создавать сферическое силовое поле; исцелять самоцветов, людей и предметы с помощью своей слюны; создавать разумную растительную жизнь; парить в воздухе; использовать эмпатическую телепатию и астральную проекцию; объединять тела и разумы с другими драгоценными камнями и / или людьми, образуя мощные «слияния»; и воскрешает мертвых своими слезами. К моменту выхода фильма Стивен полностью овладел своими способностями к самоцветам.
Жизнерадостный, добросердечный, беззаботный и всегда готовый видеть в людях лучшее, Стивен любим самоцветами и жителями Прибрежья, включая его лучшую подругу Конни Махесваран. Говорят, что Стивен похож на Розу по характеру, так как он чуткий и любящий всех, хотя Ребекка Шугар говорит, что на самом деле он унаследовал это отношение от Грега. На протяжении всего сериала Стивен значительно взрослеет, завоевывая все большее уважение к своему положению защитника Земли и все больше осознавая опасность того, что он — Кристальный самоцвет. По словам Шугар, самым большим недостатком Стивена является его склонность к самопожертвованию; он постоянно пренебрегает собственной безопасностью и эмоциональным благополучием в пользу других, что в конечном итоге негативно сказывается на его психическом здоровье.
В конце сериала Стивен начинает беспокоиться о своей роли преемника наследия своей покойной матери, особенно после того, как узнает, что сама Роза Кварц на самом деле изначально была Розовым Алмазом, членом Высшей Алмазной власти, которая безраздельно правит самоцветами. Другие Алмазы — Жёлтый, Синий и Белый — предполагают, что Стивен — это Розовый Алмаз в альтернативной форме, и пытаются возложить на него ответственность за свои действия и заставить его вернуть себе место Розовый Алмаз среди них. В финале сериала «Change Your Mind» Белый Алмаз ненадолго снимает драгоценный камень с тела Стивена; самоцвет восстанавливает себя в форме, идентичной физическому телу Стивена, тем самым окончательно убеждая всех в том, что он действительно является самим собой, а не просто реинкарнацией своей матери.
В эпилоге сериала «Вселенная Стивена Будущее» Стивен борется с чувством бесцельности после того, как империя драгоценных камней была преобразована, а его друзья и семья больше не нуждались в его помощи, и его неразрешенная эмоциональная травма от событий оригинального сериала заставляет его слишком остро реагировать на незначительные стрессы и перемены в жизни.Ближе к концу сериала этот стресс нарастает до такой степени, что он превращается в гигантского монстра, похожего на годзиллу, угрожающего Прибрежью, но любовь и поддержка его друзей и семьи помогают ему вернуться к нормальной жизни. В заключительном эпизоде сериала Стивен покидает Прибрежье на неопределенный срок, чтобы найти новую цель и жить как обычный человек.

## Прием
Стивен был хорошо принят как фанатами, так и критиками. Сюзанна Поло из Polygon хвалит Стивена за то, что он является «противоядием от токсичной мужественности», поскольку его доминирующие черты — сочувствие и доброта — делают его таким важным членом Кристальных самоцветов. Поло также высоко оценивает преодоление Стивеном гендерных определений: он изображает маленького мальчика в женской роли с защитными способностями, которые проявляются в оттенках розового. Аналогичным образом, в своем посте на сайте Bitch Flicks Эшли Галлахер также хвалит Стивена за то, что он не похож на типичную мужественность, и его стереотипные защитные и женские способности, такие как защита и исцеление, а также выражает одобрение его отношениям с Конни.
Высоко оценивая эволюцию персонажа на протяжении всего сериала, Эрик Турм из Polygon заявил после финала пятого сезона: «В первом сезоне сериала Стивен был гораздо более раздражающим. Он был близорук, сосредотачиваясь на том, что находилось прямо перед ним, в ущерб более важным приоритетам, особенно когда перед ним открывалась перспектива стать невероятно крутым. Он был огромным болваном, неспособным воспринимать что-либо всерьез. И у него был детский инстинкт обмана, когда казалось, что он может попасть в беду, будь то создание „Секретной команды“, чтобы скрыть ошибку, или просьба к Самоцветам притвориться его человеческой матерью. Но история Стивена Юниверса не о том, как Стивен отказывается от вещей, которые делали и продолжают делать его ребёнком, а о том, как найти им более конкретное и полезное применение. Идея о том, что есть детские качества, которые стоит развивать, наряду с другими, которых можно и нужно избегать или от которых нужно избавляться, — это освежающий (и точный) взгляд на то, как быть личностью, даже если для этого нужно слиться с собственным телом, особенно для детей. Быть способными обрести эмоциональную зрелость, проницательность и мудрость, сохраняя при этом лучшие качества новичков в этом мире, — вот чего требует от нас Стивен Юниверс, когда мы, независимо от того, 14, 34 или 34 000 человек, продолжаем расти».